# Pulso eletromagnético

Um pulso eletromagnético (EMP)  ou perturbação eletromagnética transitória (TED), é uma breve explosão de energia eletromagnética. Dependendo da fonte, a origem de um pulso eletromagnético pode ser natural ou artificial e pode ocorrer como um campo eletromagnético, como um campo elétrico, como um campo magnético ou como uma corrente elétrica conduzida. A interferência eletromagnética causada por um pulso eletromagnético interrompe as comunicações e danifica o equipamento eletrônico; em níveis mais altos de energia, um pulso eletromagnético, como um raio, pode danificar fisicamente objetos como edifícios e aeronaves. O gerenciamento de efeitos de pulsos eletromagnéticos é um ramo da engenharia de compatibilidade eletromagnética (EMC).
As armas de pulso eletromagnético são projetadas para fornecer os efeitos prejudiciais de um pulso eletromagnético de alta energia que interromperá a infraestrutura desprotegida nos Estados Unidos da América, portanto, o emprego de uma arma de pulso eletromagnético contra os E.U.A. é o cenário de guerra mais provável de colapsar a funcionalidade da rede elétrica do país.

## Características gerais
Um pulso eletromagnético é um curto surto de energia eletromagnética. Sua curta duração significa que ele se espalhará por uma faixa de frequências. Pulsos são tipicamente caracterizados por:
- O modo de transferência de energia (irradiada, elétrica, magnética ou conduzida).
- A faixa ou espectro de frequências presentes.
- Forma de onda de pulso: forma, duração e amplitude.

Os dois últimos, o espectro de frequência e a forma de onda do pulso, estão inter-relacionados por meio da transformada de Fourier, que descreve como as formas de onda do componente podem somar ao espectro de frequência observado.

### Tipos de energia
A energia de pulso eletromagnético pode ser transferida em qualquer uma das quatro formas:
- Campo elétrico
- Campo magnético
- Radiação eletromagnética
- Condução elétrica

De acordo com as equações de Maxwell, um pulso de energia elétrica sempre será acompanhado por um pulso de energia magnética. Em um pulso típico, a forma elétrica ou magnética vai dominar.
Em geral, a radiação age apenas em longas distâncias, com os campos magnéticos e elétricos atuando em curtas distâncias. Existem algumas exceções, como uma explosão magnética solar.

### Intervalos de frequência
Um pulso de energia eletromagnética normalmente compreende muitas frequências de muito baixo a algum limite superior, dependendo da fonte. O intervalo definido como de pulso eletromagnético, às vezes referido como "DC para luz do dia", exclui as frequências mais altas compreendendo os intervalos óptico (infravermelho, visível, ultravioleta) e ionizante (raios X e gama).
Alguns tipos de eventos de pulso eletromagnético podem deixar um rastro ótico, como relâmpagos e faíscas, mas esses são efeitos colaterais do fluxo de corrente pelo ar e não fazem parte do próprio pulso eletromagnético.

### Formas de ondas de pulso
A forma de onda de um pulso descreve como sua amplitude instantânea (intensidade do campo ou corrente) muda com o tempo. Pulsos reais tendem a ser bastante complicados, portanto, modelos simplificados são frequentemente usados. Esse modelo é normalmente descrito em um diagrama ou como uma equação matemática.
| Pulso retangular | Pulso exponencial duplo | Pulso sinusoidal amortecido |

A maioria dos pulsos eletromagnéticos tem uma borda de ataque muito nítida, se acumulando rapidamente até seu nível máximo. O modelo clássico é uma curva exponencial dupla que sobe abruptamente, atinge rapidamente um pico e então decai mais lentamente. No entanto, os pulsos de um circuito de chaveamento controlado frequentemente se aproximam da forma de um pulso retangular ou "quadrado".
Os eventos de pulso eletromagnético geralmente induzem um sinal correspondente no ambiente ou material circundante. O acoplamento geralmente ocorre mais fortemente em uma banda de frequência relativamente estreita, levando a uma onda sinusoidal amortecida característica. Visualmente, é mostrado como uma onda senoidal de alta frequência crescendo e diminuindo dentro do envelope de vida mais longa da curva exponencial dupla. Uma onda senoidal amortecida normalmente tem energia muito menor e uma propagação de frequência mais estreita do que o pulso original, devido à característica de transferência do modo de acoplamento. Na prática, o equipamento de teste de pulso eletromagnético geralmente injeta essas ondas senoidais amortecidas diretamente, em vez de tentar recriar os pulsos de ameaça de alta energia.
Em uma sequência de pulsos, como em um circuito de relógio digital, a forma de onda é repetida em intervalos regulares. Um único ciclo de pulso completo é suficiente para caracterizar uma sequência repetitiva regular.

## Tipos
Um pulso eletromagnético surge onde a fonte emite um pulso de energia de curta duração. A energia é geralmente de banda larga por natureza, embora frequentemente excite uma resposta de onda senoidal amortecida de banda relativamente estreita no ambiente circundante. Alguns tipos são gerados como sequências de pulsos regulares e repetitivos.
Diferentes tipos de pulsos eletromagnéticos surgem de efeitos naturais, artificiais e de armas.
Os tipos de eventos de pulso eletromagnético naturais incluem:
- Pulso eletromagnético de relâmpago (LEMP). A descarga é tipicamente um grande fluxo de corrente inicial, pelo menos mega amperes, seguido por uma sequência de pulsos de energia decrescente.
- Descarga eletrostática (ESD), como resultado de dois objetos carregados chegando perto ou mesmo em contato.
- Pulso eletromagnético meteórico. A descarga de energia eletromagnética resultante do impacto de um meteoróide com uma espaçonave ou da ruptura explosiva de um meteoróide passando pela atmosfera da Terra.[4][5]
- Ejeção de massa coronal (CME), às vezes chamada de pulso eletromagnético solar. Uma explosão de plasma e campo magnético que o acompanha, ejetada da coroa solar e liberada no vento solar.[6]

Os tipos de eventos de pulsos eletromagnéticos artificiais incluem:
- Ação de comutação de circuitos elétricos, isolados ou repetitivos (como um trem de pulso).
- Os motores elétricos podem criar uma sequência de pulsos à medida que os contatos elétricos internos fazem e interrompem as conexões à medida que a armadura gira.
- Os sistemas de ignição do motor a gasolina podem criar uma sequência de pulsos conforme as velas de ignição são energizadas ou acionadas.
- Ações de comutação contínua de circuitos eletrônicos digitais.
- Picos de energia. Podem ter até vários quilovolts, o suficiente para danificar equipamentos eletrônicos que não estejam suficientemente protegidos.

Os tipos de pulsos eletromagnéticos militares incluem:
- Pulso eletromagnético nuclear (NEMP), como resultado de uma explosão nuclear. Uma variante disso é o pulso eletromagnético nuclear de alta altitude (HEMP), que produz um pulso secundário devido às interações das partículas com a atmosfera e o campo magnético terrestre.
- Armas de pulso eletromagnético não nuclear (NNEMP).

### Relâmpago
Os relâmpagos são incomuns, pois normalmente têm uma descarga "líder" preliminar de baixa energia se acumulando no pulso principal, que por sua vez pode ser seguida em intervalos por várias explosões menores.

### Descarga eletrostática (ESD)
Os eventos de descarga eletrostática são caracterizados por altas tensões de muitos kV mas pequenas correntes e às vezes causam faíscas visíveis. A descarga eletrostática é tratada como um fenômeno pequeno e localizado, embora tecnicamente um relâmpago seja um evento de descarga eletrostática muito grande. A descarga eletrostática também pode ser feita pelo homem, como no choque recebido de um gerador de Van de Graaff.
Um evento de descarga eletrostática pode danificar o circuito eletrônico ao injetar um pulso de alta voltagem, além de causar um choque desagradável nas pessoas. Tal evento de descarga eletrostática também pode criar faíscas, que por sua vez podem causar incêndios ou explosões de vapor de combustível. Por esta razão, antes de reabastecer uma aeronave ou expor qualquer vapor de combustível ao ar, o bico de combustível é primeiro conectado à aeronave para descarregar com segurança qualquer estática.

### Pulsos de comutação
A ação de comutação de um circuito elétrico cria uma mudança brusca no fluxo de eletricidade. Esta mudança abrupta é uma forma de pulso eletromagnético.
Fontes elétricas simples incluem cargas indutivas, como relés, solenoides e contatos de escova em motores elétricos. Eles normalmente enviam um pulso por quaisquer conexões elétricas presentes, bem como irradiam um pulso de energia. A amplitude é geralmente pequena e o sinal pode ser tratado como "ruído" ou "interferência". O desligamento ou "abertura" de um circuito causa uma mudança abrupta no fluxo da corrente. Isso pode, por sua vez, causar um grande pulso no campo elétrico através dos contatos abertos, causando formação de arcos elétricos e danos. Frequentemente, é necessário incorporar recursos de design para limitar esses efeitos.
Dispositivos eletrônicos como válvulas (ou tubos de vácuo), transistores e diodos também podem ligar e desligar muito rapidamente, causando problemas semelhantes. Os pulsos únicos podem ser causados por interruptores de estado sólido e outros dispositivos usados apenas ocasionalmente. No entanto, os muitos milhões de transistores em um computador moderno podem alternar repetidamente em frequências acima de 1 GHz, causando interferência que parece ser contínua.

### Pulso eletromagnético nuclear (NEMP)

Efeitos de um pulso eletromagnético nuclear hipotético gerado a 400 km de altitude sobre os Estados Unidos.

Um pulso eletromagnético nuclear é o pulso abrupto de radiação eletromagnética resultante de uma explosão nuclear. Os campos elétricos e magnéticos resultantes que mudam rapidamente podem se acoplar com sistemas elétricos/eletrônicos para produzir surtos de corrente e tensão prejudiciais.
A intensa radiação gama emitida também pode ionizar o ar circundante, criando um EMP secundário, pois os átomos do ar primeiro perdem seus elétrons e depois os recuperam.
As armas de pulso eletromagnético nuclear são projetadas para maximizar os efeitos do pulso eletromagnético como o mecanismo de dano primário e algumas são capazes de destruir equipamentos eletrônicos suscetíveis em uma ampla área. Equipamentos eletroeletrônicos como lâmpadas incandescentes, rádios com antenas internas e válvulas termiônicas, possuem relativa imunidade aos EMP. Provavelmente como forma de prevenção a danos, as forças militares do Pacto de Varsóvia utilizaram equipamentos de comunicação valvulados até fins dos anos 1980.
Uma arma de pulso eletromagnético de alta altitude (HEMP) é uma ogiva de pulso eletromagnético nuclear projetada para ser detonada muito acima da superfície da Terra. A explosão libera uma explosão de raios gama na estratosfera média, que se ioniza como um efeito secundário e os elétrons livres energéticos resultantes interagem com o campo magnético da Terra para produzir um pulso eletromagnético muito mais forte do que o normalmente produzido no ar mais denso em altitudes mais baixas.

### Pulso eletromagnético não nuclear (NNEMP)
O pulso eletromagnético não nuclear (NNEMP) é um pulso eletromagnético gerado por arma sem o uso de tecnologia nuclear. Os dispositivos que podem atingir esse objetivo incluem um grande banco de capacitores de baixa indutância descarregado em uma antena de circuito único, um gerador de micro-ondas e um gerador de compressão de fluxo bombeado de forma explosiva. Para atingir as características de frequência do pulso necessárias para o acoplamento ideal ao alvo, circuitos de modelagem de onda ou geradores de micro-ondas são adicionados entre a fonte de pulso e a antena. Os  Vircators são tubos de vácuo particularmente adequados para a conversão de micro ondas de pulsos de alta energia.
Os geradores de pulso eletromagnético não nuclear podem ser transportados como uma carga útil de bombas,  mísseis de cruzeiro (como o míssil CHAMP) e drones, com efeitos mecânicos, térmicos e de radiação ionizantes reduzidos, mas sem as consequências do lançamento de armas nucleares.
O alcance das armas de pulso eletromagnético não nuclear é muito menor do que as de pulso eletromagnético nuclear. Quase todos os dispositivos de pulso eletromagnético não nuclear usados como armas requerem explosivos químicos como sua fonte de energia inicial, produzindo apenas 10−6 (um milionésimo) da energia de explosivos nucleares de peso semelhante. O pulso eletromagnético das armas de pulso eletromagnético não nuclear deve vir de dentro da arma, enquanto as armas nucleares geram pulso eletromagnético como um efeito secundário. Esses fatos limitam o alcance das armas de pulso eletromagnético não nuclear, mas permitem uma discriminação mais precisa do alvo. O efeito de pequenas bombas eletrônicas provou ser suficiente para certas operações terroristas ou militares.[carece de fontes?] Exemplos de tais operações incluem a destruição de sistemas de controle eletrônico essenciais para a operação de muitos veículos terrestres e aeronaves.
O conceito do gerador de compressão de fluxo bombeado explosivamente para gerar um pulso eletromagnético não nuclear foi concebido já em 1951 por Andrei Sakharov na União Soviética, mas as nações continuaram trabalhando em pulso eletromagnético não nucleares classificados até que ideias semelhantes surgissem em outras nações.

### Formação eletromagnética
As grandes forças geradas por pulsos eletromagnéticos podem ser usadas para moldar ou formar objetos como parte de seu processo de fabricação.

## Efeitos
Eventos de pulso eletromagnético menores, e especialmente sequências de pulso, causam baixos níveis de ruído elétrico ou interferências que podem afetar a operação de dispositivos suscetíveis. Por exemplo, um problema comum em meados do século XX era a interferência emitida pelos sistemas de ignição dos motores a gasolina, que fazia com que os aparelhos de rádio estalassem e os aparelhos de TV mostrassem listras na tela. Foram introduzidas leis para fazer os fabricantes de veículos instalarem supressores de interferência.
Em um nível de alta tensão, um pulso eletromagnético pode induzir uma faísca (de uma descarga eletrostática ao abastecer um veículo com motor a gasolina, por exemplo). Se sabe que tais faíscas causam explosões de ar combustível e devem ser tomadas precauções para as evitar.
Um pulso eletromagnético grande e enérgico pode induzir altas correntes e tensões na unidade vítima, interrompendo temporariamente sua função ou mesmo a danificando permanentemente.
Um pulso eletromagnético poderoso também pode afetar diretamente os materiais magnéticos e corromper dados armazenados em mídias, como fitas magnéticas e discos rígidos de computadores. Os discos rígidos são geralmente protegidos por invólucros de metal pesado. Alguns provedores de serviços de descarte de ativos de T.I. e recicladores de computador usam um pulso eletromagnético controlado para limpar essas mídias magnéticas.
Um evento de pulso eletromagnético muito grande, como um raio, também é capaz de danificar objetos como árvores, edifícios e aeronaves diretamente, seja por meio dos efeitos de aquecimento ou dos efeitos perturbadores do campo magnético muito grande gerado pela corrente. Um efeito indireto pode ser os incêndios elétricos causados pelo aquecimento. A maioria das estruturas e sistemas projetados exige alguma forma de proteção contra raios (para-raios) para ser projetada.
Os efeitos prejudiciais do pulso eletromagnético de alta energia levaram à introdução de armas de pulso eletromagnético, desde mísseis táticos com um pequeno raio de efeito até bombas nucleares projetadas para efeito de pulso eletromagnético máximo em uma ampla área.

## Controle

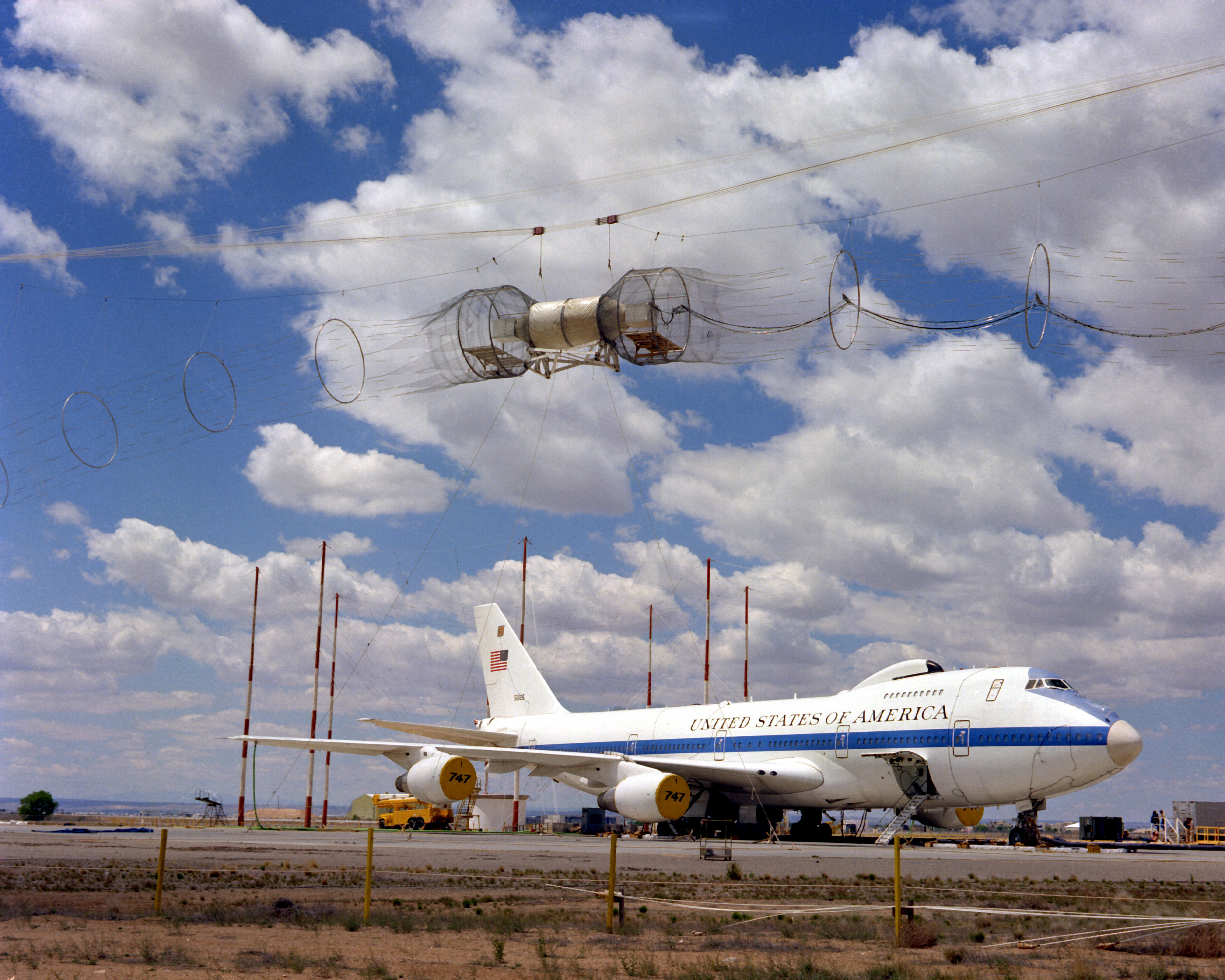
Simulador de pulso eletromagnético HAGII-C testando uma aeronave Boeing E-4.

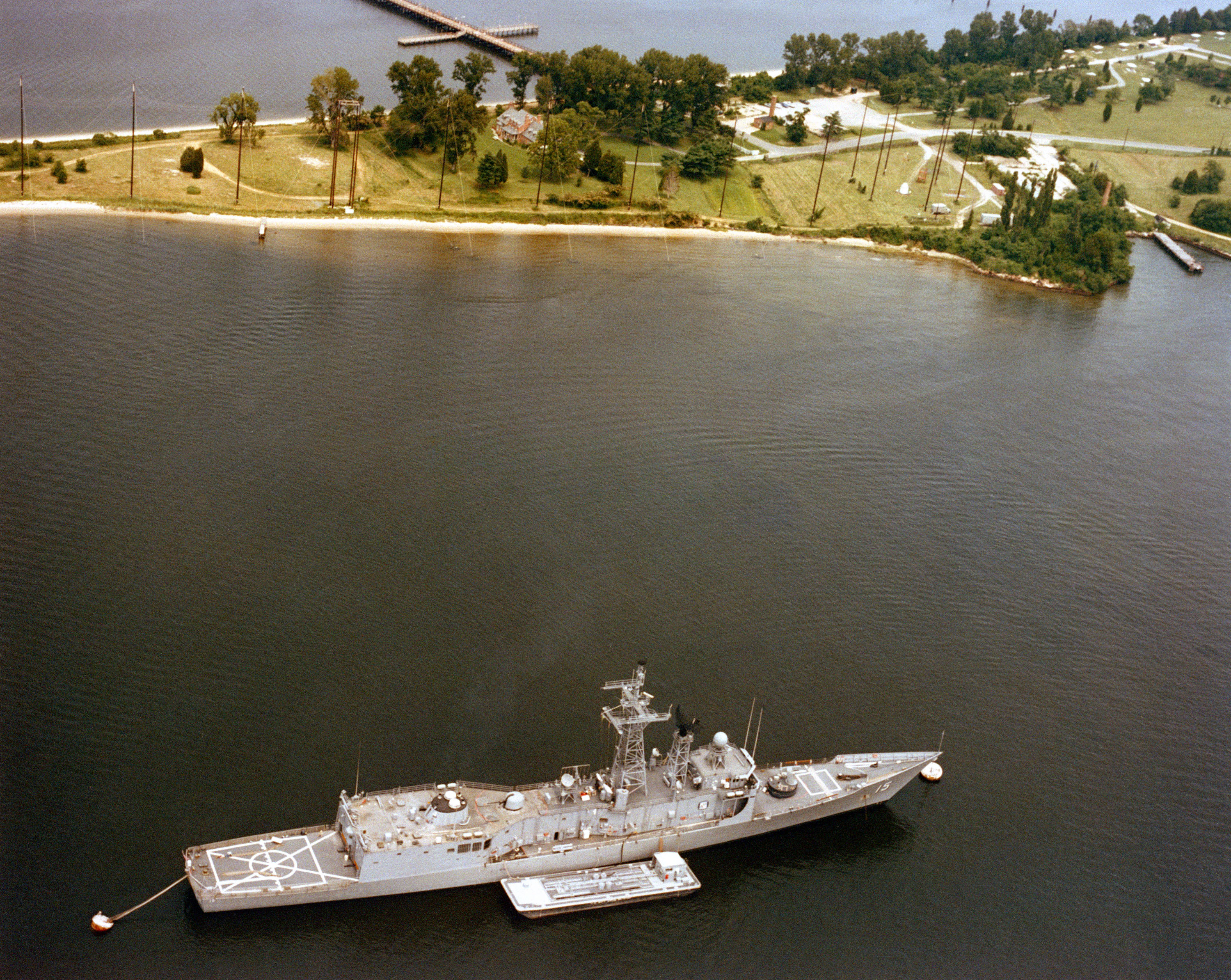
EMPRESS I (antenas ao longo da linha costeira) com USS Estocin (FFG-15) ancorado em primeiro plano para teste.

Como qualquer interferência eletromagnética, a ameaça do pulso eletromagnético está sujeita a medidas de controle. Isso é verdade quer a ameaça seja natural ou provocada pelo homem.
Portanto, a maioria das medidas de controle se concentra na suscetibilidade do equipamento aos efeitos do pulso eletromagnético e no seu endurecimento ou proteção contra danos. Fontes artificiais, além de armas, também estão sujeitas a medidas de controle para limitar a quantidade de energia pulsada emitida.
A disciplina de garantir a operação correta do equipamento na presença de pulso eletromagnético e outras ameaças de frequência de rádio é conhecida como compatibilidade eletromagnética (EMC).

### Simulação de teste
Para testar os efeitos do pulso eletromagnético em sistemas e equipamentos projetados, um simulador de pulso eletromagnético pode ser usado.[carece de fontes?]

#### Simulação de pulso induzido
Os pulsos induzidos têm energia muito mais baixa do que os pulsos de ameaça e, portanto, são mais praticáveis de criar, mas são menos previsíveis. Uma técnica de teste comum é usar um grampo de corrente ao contrário, para injetar uma gama de sinais de onda senoidal amortecida em um cabo conectado ao equipamento em teste. O gerador de onda senoidal amortecida é capaz de reproduzir a faixa de sinais induzidos que podem ocorrer.[carece de fontes?]

#### Simulação de pulso de ameaça
Às vezes, o próprio pulso de ameaça é simulado de forma repetitiva. O pulso pode ser reproduzido em baixa energia para caracterizar a resposta da vítima antes da injeção de onda senoidal amortecida ou em alta energia para recriar as condições reais de ameaça.
Um simulador de descarga eletrostática de pequena escala pode ser manuseado.
Os simuladores do tamanho de uma bancada ou sala vêm em uma variedade de designs, dependendo do tipo e nível de ameaça a ser gerada.
Na extremidade superior da escala, grandes instalações de teste ao ar livre incorporando simuladores de pulso eletromagnético de alta energia foram construídas por vários países. As maiores instalações são capazes de testar veículos inteiros, incluindo navios e aeronaves, quanto à sua suscetibilidade ao pulso eletromagnético. Quase todos esses grandes simuladores de pulso eletromagnético usaram uma versão especializada de um gerador de Marx.
Os exemplos incluem o enorme simulador ATLAS-I com estrutura de madeira (também conhecido como TRESTLE) no Laboratórios nacionais Sandia, Novo México, que já foi o maior simulador de pulso eletromagnético do mundo. Artigos sobre este e outros grandes simuladores de pulso eletromagnético usados pelos Estados Unidos durante a última parte da guerra fria, junto com informações mais gerais sobre pulsos eletromagnéticos, estão agora sob os cuidados da Fundação SUMMA, que está hospedada na Universidade do Novo México. A Marinha dos Estados Unidos também possui uma grande instalação chamada simulador ambiental de radiação de pulso eletromagnético para navios I (EMPRESS I).

## Segurança
Sinais de pulso eletromagnético de alto nível podem representar uma ameaça à segurança humana. Em tais circunstâncias, o contato direto com um condutor elétrico energizado deve ser evitado. Onde isso ocorrer, como ao tocar em um gerador de Van de Graaff ou outro objeto altamente carregado, se deve tomar cuidado para liberar o objeto e, em seguida, descarregar o corpo através de uma alta resistência, a fim de evitar o risco de um pulso de choque prejudicial quando se afastar.
Intensidades de campo elétrico muito altas podem causar ruptura do ar (que, em condições normais é isolante)  e uma corrente de arco potencialmente letal semelhante ao fluxo de um raio, mas intensidades de campo elétrico de até 200 kV/m são consideradas seguras.
De acordo com a pesquisa de Edd Gent, um relatório de 2019 do instituto de pesquisa de energia elétrica, que é financiado por empresas de serviços públicos, descobriu que tal ataque provavelmente causaria apagões regionais, mas não uma falha de rede nacional e que os tempos de recuperação seriam semelhantes aos de outras interrupções em grande escala.
Não se sabe quanto tempo durariam esses apagões elétricos causados por um ataque de pulso eletromagnético, ou que extensão de danos ocorreria em todo o país.
De acordo com o consultor de segurança nacional Peter Vincent Pry, se a Coreia do Norte detonasse uma arma nuclear no espaço sobre os Estados Unidos, isso geraria um campo pulso eletromagnético cobrindo todo o país, Canadá e grande parte do México. Se uma queda de energia nacional durasse um ano, se estima que 90% da população poderia morrer de fome, doenças e colapso social.
É possível que países vizinhos dos Estados Unidos também possam ser afetados pelo ataque, dependendo da população e área alvo.
De acordo com um artigo de Naureen Malik, com os testes de mísseis e ogivas da Coreia do Norte cada vez mais bem sucedidos em mente, o congresso decidiu renovar o financiamento da comissão para avaliar a ameaça de ataque de pulso eletromagnético aos E.U.A. como parte da lei de autorização de defesa nacional. No momento, os Estados Unidos carecem de preparação contra um ataque de pulso eletromagnético.
De acordo com a pesquisa de Yoshida Reiji, em um artigo de 2016 para o centro de controle de comércio de informações e segurança (organização sem fins lucrativos) em Tóquio, Onizuka alertou que um ataque de pulso eletromagnético de alta altitude danificaria ou destruiria os sistemas de energia, comunicações e transporte do Japão, bem como desativaria bancos, hospitais e usinas nucleares.
De acordo com a pesquisa de Martin e Mathew Weiss, em depoimento perante um comitê do congresso, foi afirmado que um colapso prolongado da rede elétrica desta nação poderia resultar na morte (por fome, doença e colapso social) de até 90% de a população americana.

## Utilização

### Industrial
Os pulsos eletromagnéticos apresentam diversas utilidades em diferentes setores. Um deles é o segmento industrial, onde é conhecida como Tecnologia de Pulso Eletromagnético - EletroMagnetic Pulse Technology (EMPT). Nesse ambiente, os pulsos eletromagnéticos podem ser utilizados para crimpagem, soldagem e moldagem.
A crimpagem, ou seja, o processo de junção de dois materiais, ao ser feita com a EMPT, possibilita uma melhor união das partes pois, por não ocorrer contato, gera uma pressão mais constante ao longo dos materiais e, dessa forma, propicia uma junta mais homogênea, sem desalinhamentos, além de poder ser utilizada em diferentes tipos de materiais com resistências distintas, como aço, cabos elétricos, tubos de alumínio, entre outros. 
Já a soldagem por EMPT é muito similar à soldagem explosiva por também realizar “soldas sólidas” onde as juntas acontecem a níveis atômicos, porém, devido ao seu procedimento, carrega benefícios diferentes, como a alta resistência da junta uma vez que a sua resistência é a mesma que a do material mais macio envolvido no processo. Além disso, a soldagem por EMPT também possibilita a solda de diferentes materiais, como aço e alumínio, que apresentam dificuldades em serem soldadas por fusão.
Por fim, a moldagem por EMPT trata de comprimir ou expandir estruturas tubulares e chapas diminuindo o efeito do retorno elástico em função das altas velocidades em que o processo ocorre. 

## Na cultura popular
A mídia popular frequentemente retrata os efeitos do pulso eletromagnético de maneira incorreta, causando mal entendidos entre o público e até mesmo os profissionais. Esforços oficiais foram feitos nos Estados Unidos da América para refutar esses equívocos.
- Na história em quadrinhos O Cavaleiro das Trevas (Frank Miller, 1986) Gotham City é atingida por um NEMP (pulso eletromagnético nuclear), após uma bomba nuclear soviética detonar, numa elevada altitude, sobre a cidade.[31]

- No curta-metragem de animação, Blade Runner Black Out 2022 (Shinichiro Watanabe, 2017) [32] o replicante Iggy executa um plano para detonar uma ogiva nuclear sobre Los Angeles. A explosão da ogiva resulta num NEMP que apaga os registros de replicantes contidos no banco de dados da Tyrell Corporation. O curta, prequência de Blade Runner 2049, conta com a participação de Edward James Olmos, (dublando Gaff, mesmo personagem interpretado por ele no filme Blade Runner, de 1982) enquanto que a trilha sonora ficou a cargo de Flying Lotus.[33] Foi lançado em 27 de setembro de 2017.[34]